# 大蓮寺 (松山市)
大蓮寺（だいれんじ）は愛媛県松山市にある真言宗豊山派の寺院である。山号は青岸山。本尊は十一面観音。伊予十三仏霊場第一番札所（不動明王）。境外仏堂として、四国八十八箇所番外札所の小村大師堂（通称・札始大師堂）がある。

## 概要
江戸時代より東方村、中野村、小村の総祈祷所となっていた。明治時代には東方町の中心部にあったため町役場となっていた時期もあった。
明治から昭和初期の俳人・河東碧梧桐が滞在したことがある。山門脇に碧梧桐の「山川草木悉有仏性（さんせんそうもくことごとくぶっしょうもあり）」の碑が建っている。

## 境内
- 山門
- 本堂
- 弘法大師堂
- 観音堂：千手観音菩薩立像、左脇には地蔵菩薩半跏像、右脇陣に地蔵菩薩坐像、左脇陣には如来像。

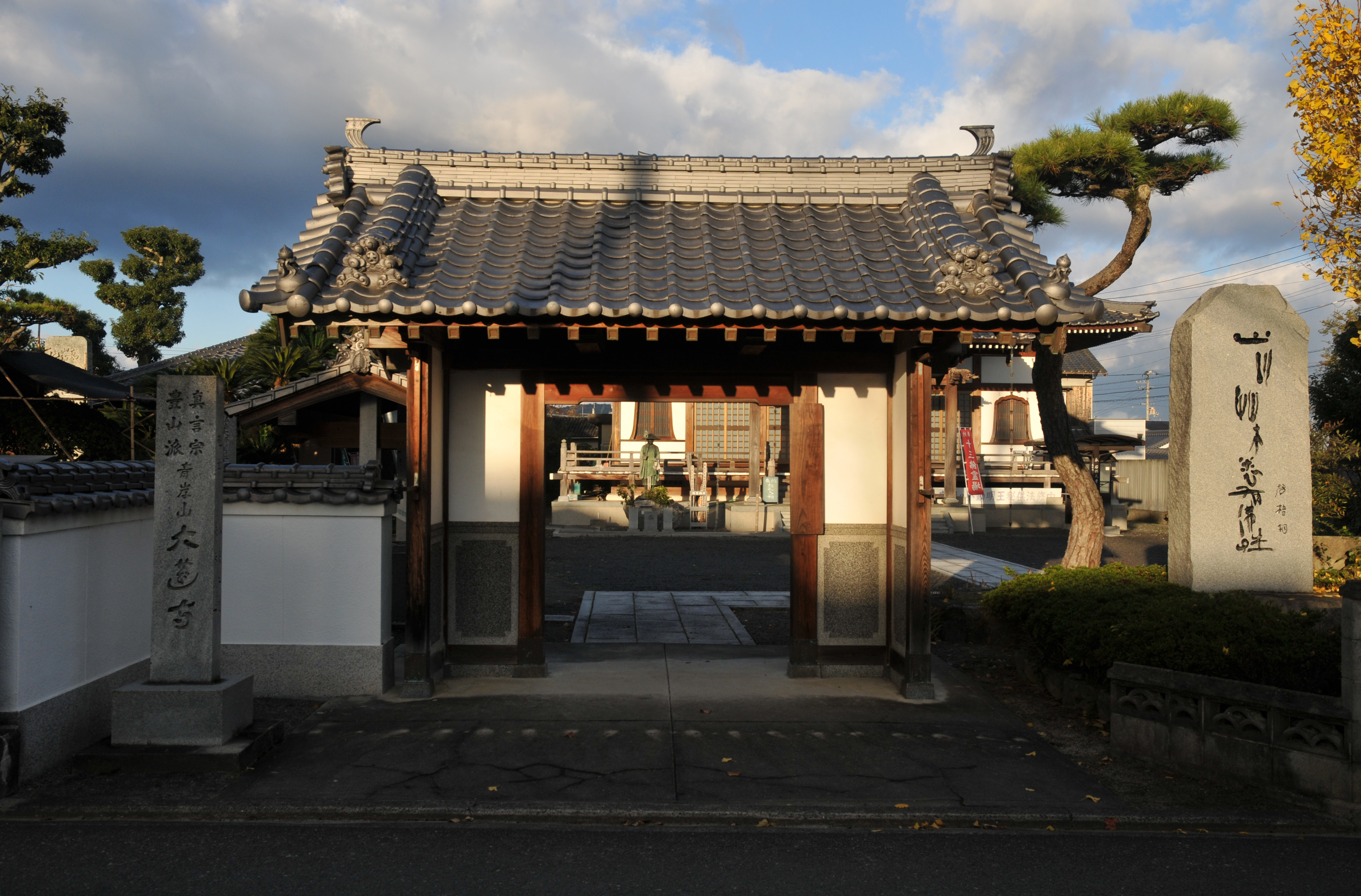
山門
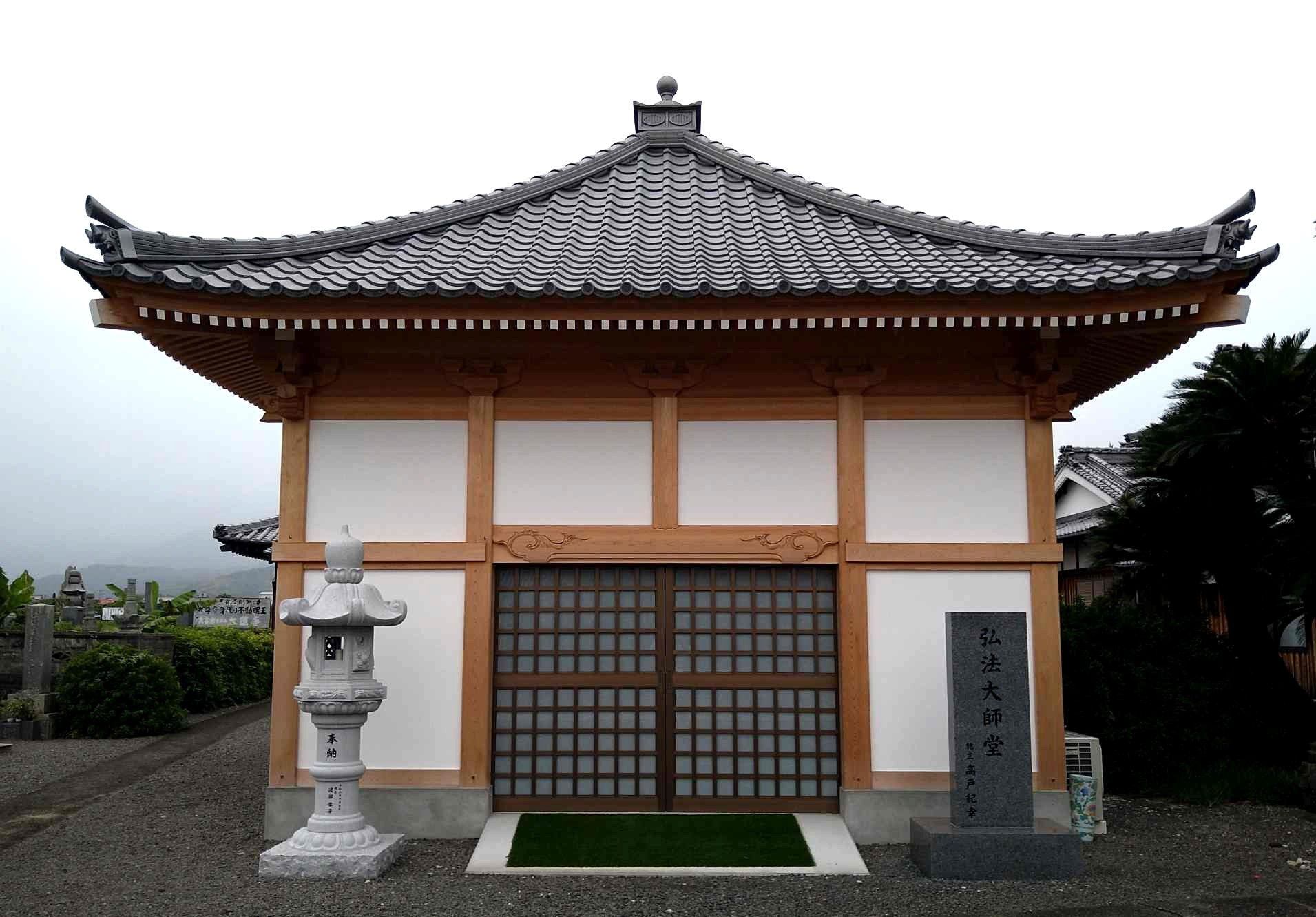
弘法大師堂
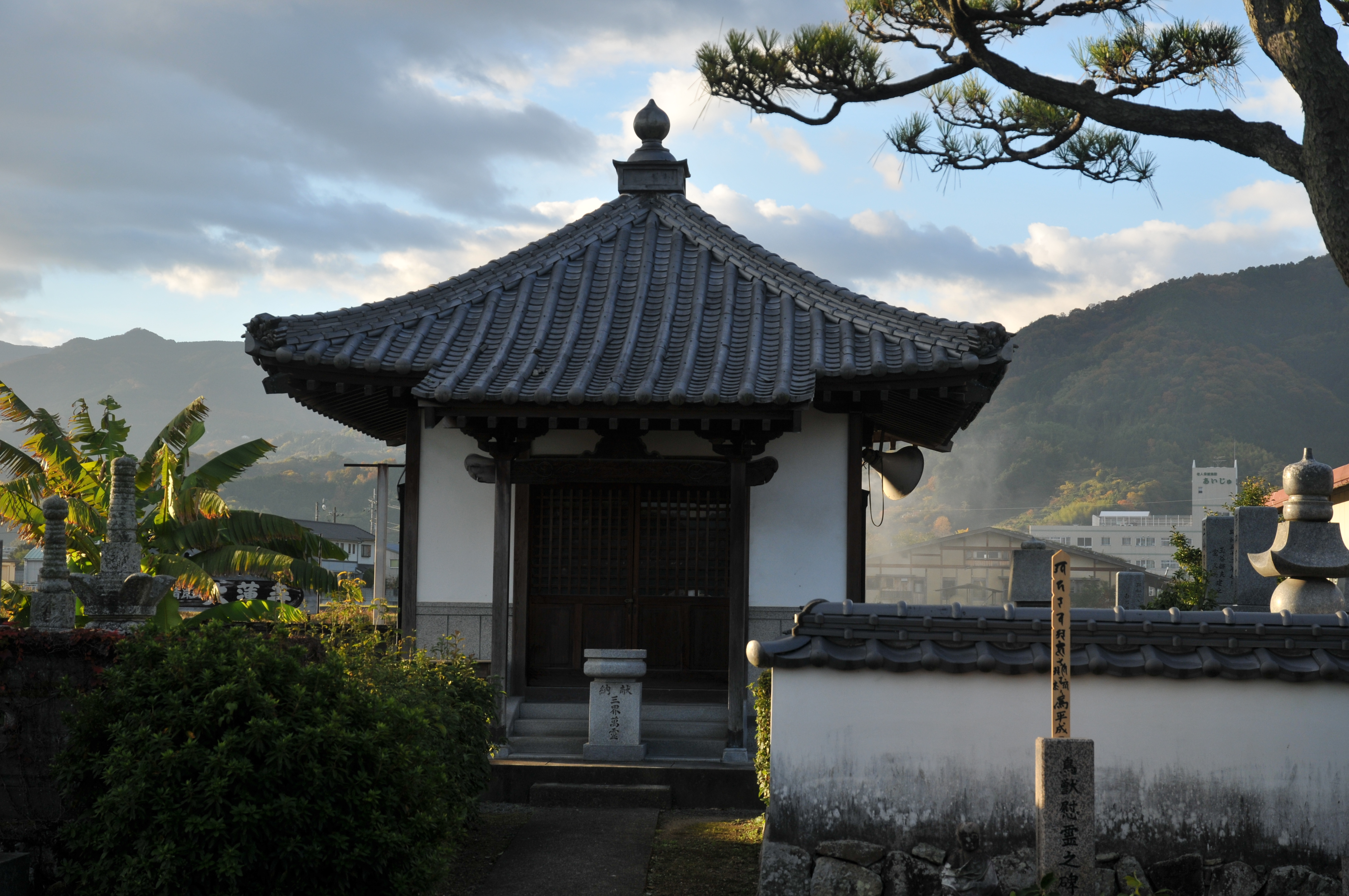
観音堂
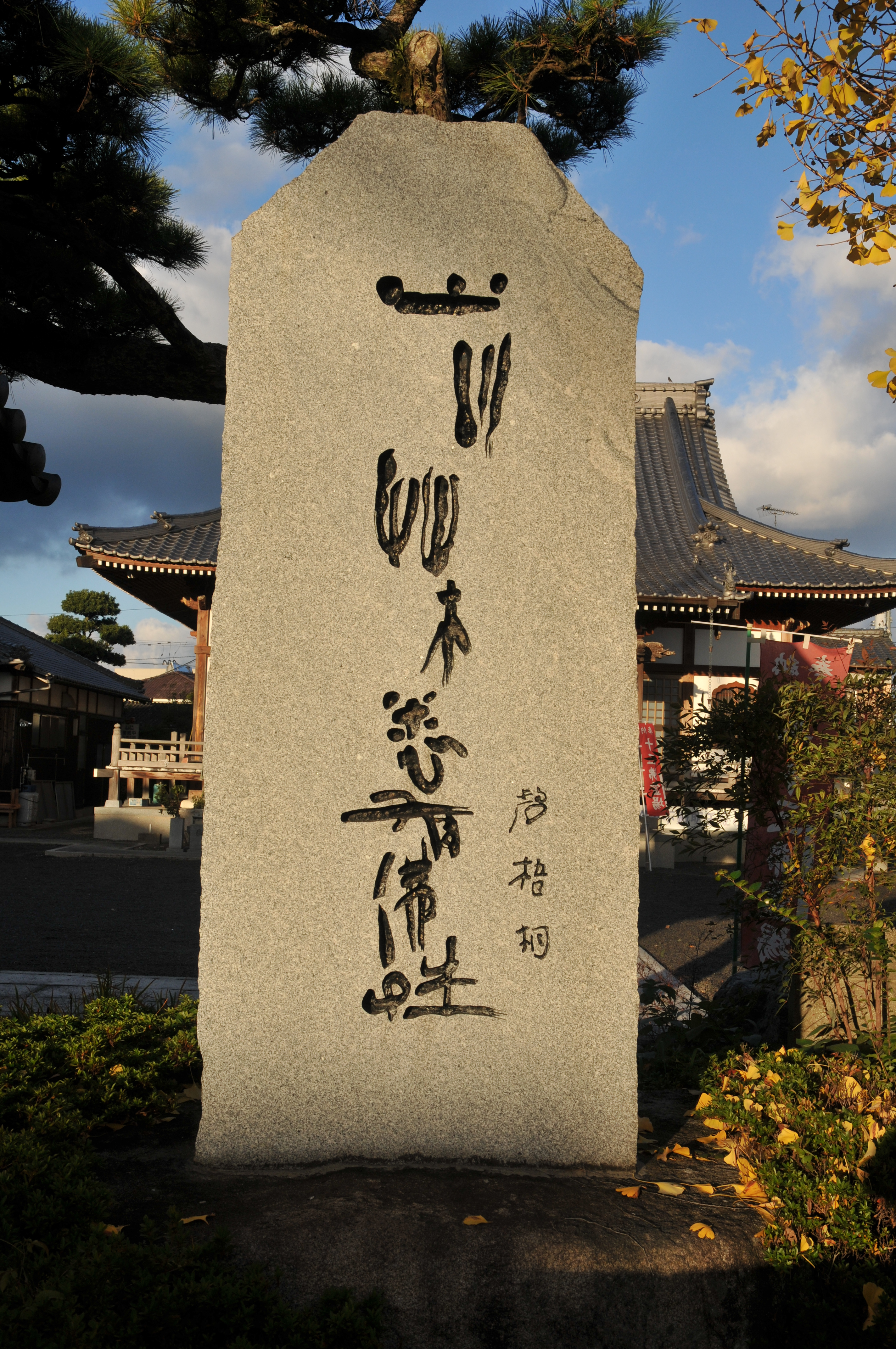
河東碧梧桐の碑

## 小村大師堂
小村大師堂（こむらだいしどう）は、大蓮寺の境外仏堂である。通称を札始大師堂（ふだはじめだいしどう）といい、四国八十八箇所番外札所となっている。本尊は弘法大師。
御詠歌：ありがたや 伊予の小村の 札はじめ 大師の光り あらたなりけり
四国巡礼の始祖と言われる伝説上の人物である衛門三郎に関わる伝承がある。伝承によれば、弘法大師の後を追って旅に出た衛門三郎が、荏原郷を出て小村の中州にやって来ると、松の大木の下の堂を見つけ、そこに弘法大師の像があるのを見つけた。衛門三郎は大師像に何度も詫び、ここで一夜を明かした。翌朝、出立の際に木を削いで札を作り、自分の名を記して堂に納めたという伝承がある。これが納札の始まりと言われており、この堂は札始大師堂と呼ばれるようになったという。
上記、衛門三郎の伝承は、弘法大師が来るのを待ちつつ一夜を明かし、朝になって紙に自分の住所と名前を書いて堂に貼って出立したとも言われている。
この堂にあった松の大木については、3代目と言われる老松があったが昭和17年（1942年）の台風で倒れた。

## 参考資料
- 『四国遍路ひとり歩き同行二人・解説編』 2007年2月発行（第7版） 宮崎建樹/編
- 『小村大師堂』　現地配付資料